# Eduard Silbermann
Eduard Silbermann (25. April 1851 in Kolmsdorf – 9. Februar 1917 in München) war ein deutscher Jurist und erster deutscher Staatsanwalt mit jüdischer Abstammung.

## Leben
Eduard Silbermann wuchs von 1854 bis 1862 in einem orthodox-jüdischen Elternhaus in Bischberg auf. Sein Vater begann als Tuchmacher und brachte es durch den Textilhandel zu Wohlstand.
Danach besuchte er in Bamberg das Gymnasium und erhielt als einziger in Bayern nach bestandenem Abitur eine Goldmedaille für hervorragende Leistungen. Nach dem Jurastudium war er im Jahr 1879 der erste Jude, der in Deutschland Staatsanwalt wurde. Er arbeitete in Regensburg, Augsburg und München, wo er Senatspräsident beim Oberlandesgericht wurde.

## Werke
- Eduard Silbermann: Erinnerungen 1851–1917. München 1916,  Manuskript im Leo Baeck Institut (nicht ausgewertet)
  - Erinnerungen 1851–1917, Auszug, in: Monika Richarz (Hrsg.): Jüdisches Leben in Deutschland.  Band 1: Selbstzeugnisse zur Sozialgeschichte 1780–1871. Stuttgart : DVA, 1979, S. 160–176